# Institut Francès de Barcelona
L'Institut Francès de Barcelona (IFB) es troba al carrer de Moià, 8-12, al barri de Sant Gervasi-Galvany de Barcelona.

## Història
Va ser fundat el 1919 per Ernest Merimée, degà de la Universitat de Tolosa de Llenguadoc, a partir de l'Alliance Française à Barcelone i de les escoles franceses Ferdinand de Lesseps i grup escolar francès Carrer Sepúlveda, fundades el 1898. Es va posar en marxa el 1921 i l'any següent, l'historiador occità Jean-Jacques-Achille Bertrand es va convertir en el seu director. El 1924 va posar en marxa cursos de secundària i organitzà conferències d'intel·lectuals francesos com Paul Valéry.
Clausurat durant la Guerra Civil, el 1939 en fou nomenat director Pierre Deffontaines, que ocupà el càrrec fins al 1964. Tot i ser amic personal d'Henri Philippe Pétain, Deffontaines es va posar de part de la França Lliure el 1943. Des del 1945 els efectius de l'Institut es multiplicaren i va comptar amb una gran biblioteca, el Cercle Maillol i diversos cercles i activitats de difusió de la cultura francesa (literatura, cinema, esport). Això va fer que fos un referent cultural per als intel·lectuals catalans de la postguerra fins a començaments del 1970. El 1991 va rebre la Creu de Sant Jordi

## Edifici
La seu de l'Institut va ser projectada el 1972 pels arquitectes Josep Antoni Coderch i de Sentmenat i Manuel Valls i Vergés.
Es tracta d'un edifici exempt, separat dels edificis veïns per a poder disposar d'il·luminació a totes les aules, renunciant a part de la superfície edificable. Consta de dues plantes soterrani, planta baixa i vuit pisos, que formen un prisma molt nítid, reculat respecte al carrer. Les seves façanes es caracteritzen per la gran quantitat de finestres esveltes, sense voladissos ni cossos sortints, on la mida de les parts massisses és igual a la de les obertures, seguint el mateix ritme harmoniós.
Al jardí del davant hi ha l'escultura Al llibre, de Josep Guinovart. A la façana lateral s'hi va col·locar el 2008 una placa d'homenatge de l'Ajuntament de Barcelona a Pierre Deffontaines, el primer director de l'Institut.

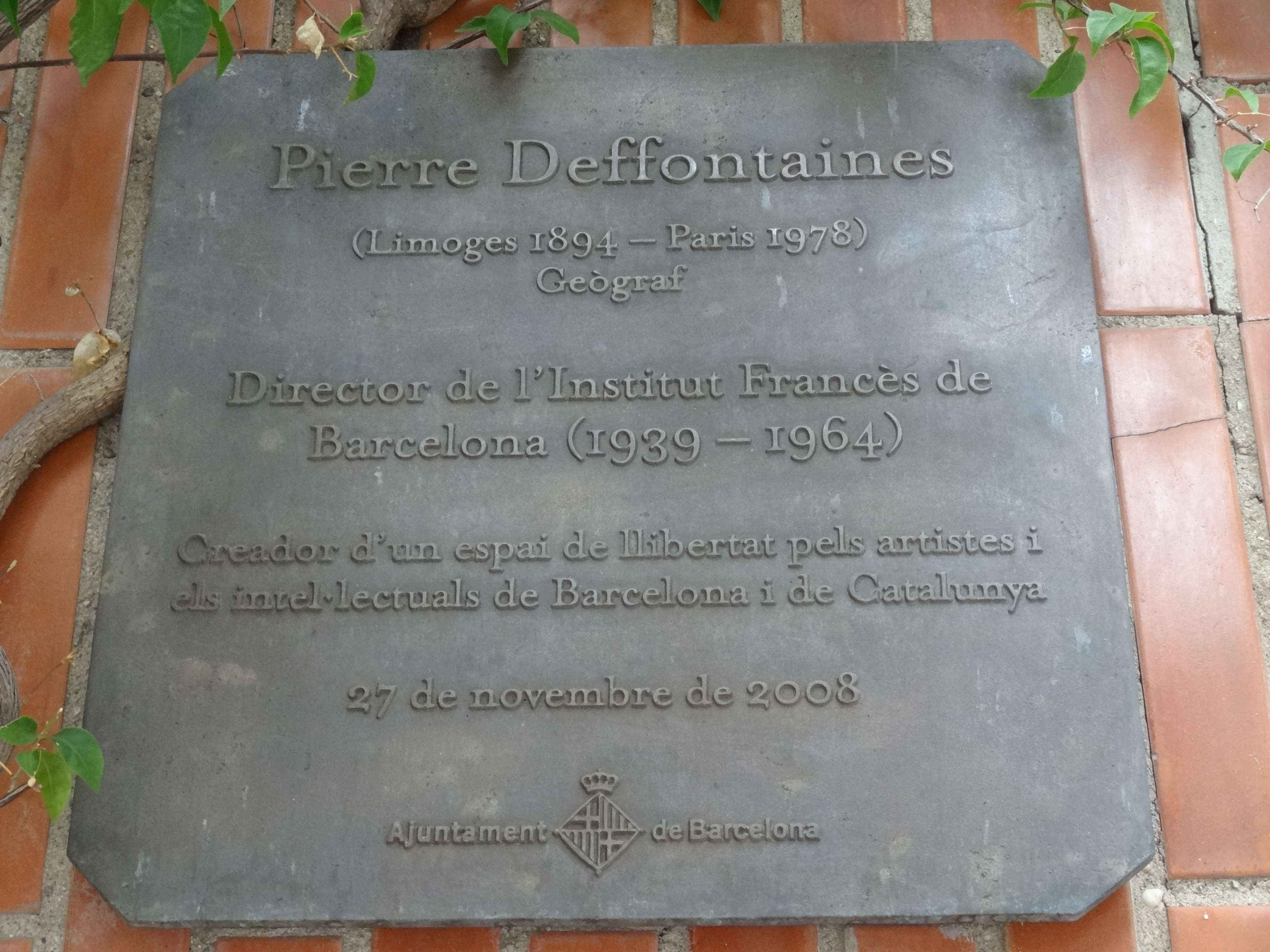
Placa commemorativa de Pierre Deffontaines